# هابرماس ۵۹۳۹۰
سیارک ۵۹۳۹۰ (به انگلیسی: 59390 Habermas، نامگذاری:1999FR21) پنجاه و نه هزار و سیصد و نودمین سیارک کشف شده‌است که در ۲۴ مارس ۱۹۹۹ کشف شد.